# Gozzio Battaglia
Gozzio Battaglia (* um 1270 in Rimini; † 10. Juni 1348 in Avignon) war ein Kardinal der Römischen Kirche.

## Leben
Er stammte aus einer reichen Grundbesitzer- und Bankiersfamilie und studierte Jura. Im Jahre 1310 findet er sich als Professor der Rechte an der Universität Coimbra. Er gehörte den Domkapiteln in Palencia, Burgos und Ravenna an, zudem war er Päpstlicher Hauskaplan.
Von 1335 bis 1338 war er Lateinischer Titularpatriarch von Konstantinopel. Papst Benedikt XII. ernannte ihn am 18. Dezember 1338 zum Kardinalpriester. Battaglia war der einzige Italiener, der während seiner Amtszeit zum Kardinal erhoben wurde. Seine Titelkirche war dabei Santa Prisca. Battaglia nahm am Konklave von 1342 teil, das Papst Clemens VI. wählte.
Er starb 1348 in Avignon und wurde in der Kirche Sant’Agnese in Rimini beigesetzt.